# Smegma
Smegma (från grekiskans σμήγμα för tvål) är ett sekret som hos människor avsöndras från talgkörtlar. Dessa finns innanför förhuden på penis hos män, eller på kvinnor i området kring vulvan (främst mellan blygdläpparna)  – som Fordyces körtlar. Smegma har en mjuk konsistens, en skarp lukt och finns hos alla däggdjur. Ett starkt vardagligt ord för smegma är flänsost.

## Människor

### Kvinnor

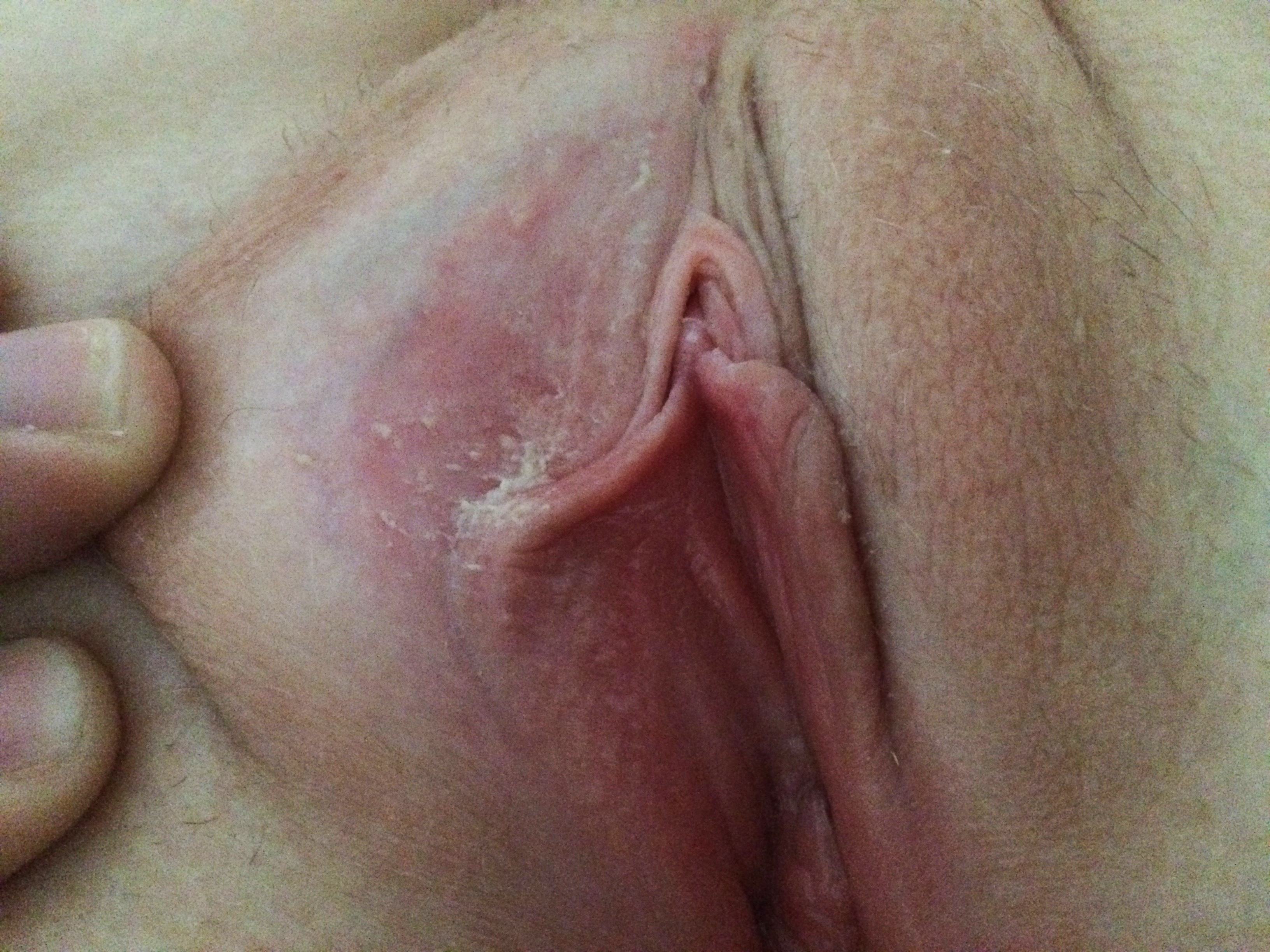
Smegma hos kvinna.

På kvinnor produceras smegman främst mellan blygdläpparna och fungerar precis som för män som ett slags hudkräm. Den skiljer sig från flytningar, som utsöndras från längre in i slidan.

### Män

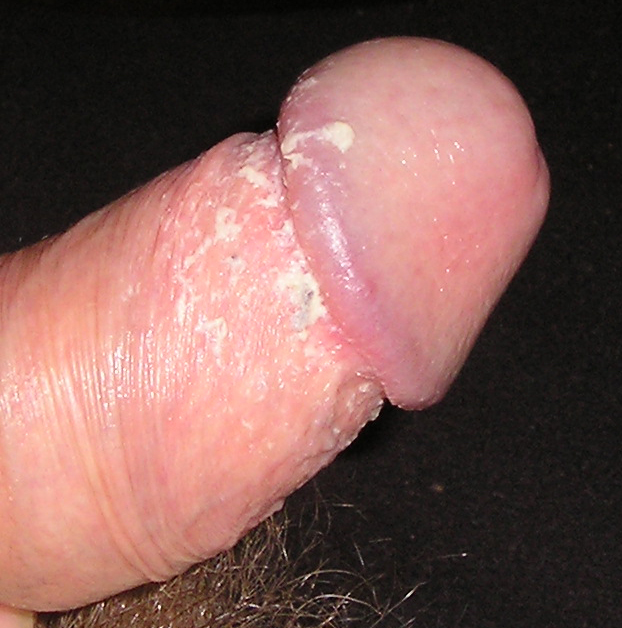
Smegma hos man.

Hos män förekommer smegman under förhuden. Den kan ansamlas där, men detta sker i mindre utsträckning hos den som är omskuren. Det är omdebatterat om manlig omskärelse underlättar hygienen eller om det stör fuktighetsbalansen. Avsaknad av smegma har beskrivits som en positiv effekt av omskärning, men fuktighet som skapas av naturliga oljor försvinner, vilket leder till att ollonet kan bli torrt.

### Hygien
Smegman håller ollonet och blygdläpparna mjuka och skyddar mot bakterier och svamp, men gammal smegma kan ge dålig lukt och bakterietillväxt. Det är lagom att tvätta ollon och blygdläppar ungefär en gång om dagen. Använd bara varmt vatten.
Huden på könet kan bli torr om tvätt sker oftare, eller med tvål. Det kan då bli små sprickor som kan ge sveda och smärta.

## Djur
Hos friska djur används smegma för att hålla genitalier rena och lubricerade. Inom veterinärmedicin används smegma ibland som analysmedel för att upptäcka urinvägsinfektioner. Hos bland annat hästar rekommenderas periodisk tvättning av hingstens könsorgan för att säkerställa hälsan hos djuret.